# Bandeira de São José de Espinharas
A Bandeira de São José de Espinharas é um dos símbolos oficiais do município de São José de Espinharas, Paraíba, Brasil.
Foi desenhada por Padre Erivaldo Alves Ferreira e eleita pelo povo em 27 de novembro de 2008, por ocasião do dia das oficializações dos símbolos do município.

## Significado
As três faixas horizontais possuem três significados, um religioso, lembram a perfeição, pois é o número da divindade; Outro temporal, lembrando as fases do dia: manhã, tarde e noite, ou seja, a totalidade do tempo; Outro, as fazes da vida: criança, jovem e adulto, ou seja, a vida toda.